# Megachile mitchelli
Megachile mitchelli är en biart som beskrevs av Lynn R.G. Raw 2004. Megachile mitchelli ingår i släktet tapetserarbin, och familjen buksamlarbin. Inga underarter finns listade i Catalogue of Life.